# Geheime Raad
De Geheime Raad was een adviescollege van de landsheer en was belast met het juridisch toezicht en met wetgevende en administratieve taken in de Nederlanden.
De raad werd opgericht door keizer Karel V. Hij wilde het bestuur van de Habsburgse Nederlanden centraliseren. Karel V kon zijn gebieden alleen maar goed besturen en onder controle houden als hij over gecentraliseerde bestuurlijke instellingen beschikte. Daarom werden op 1 oktober 1531 de Collaterale Raden opgericht. Deze bestonden naast de Geheime Raad uit de Raad van State en de Raad van Financiën. (De Geheime Raad was de belangrijkste van deze drie). Zij kwamen voort uit de Hofraad van de Bourgondische hertogen, waarvan al in 1504 de Grote Raad van Mechelen was afgesplitst.
In de ordonnantie van 1531 werd bepaald dat de Geheime Raad zou bestaan uit een hoofd, een president, raadsheren, secretarissen en dat de audiëncier er een plaats had. De functies van hoofd en president werden in 1540 samengevoegd tot één hoofd-president. Er was een wisselend aantal van drie tot acht raadsheren, allen doctores of licentiaten in de rechten. De Geheime Raad vergaderde dagelijks onder leiding van de vorst of de landvoogd.
De taak van de Geheime Raad lag op de uitvoering van de centrale politiek, niet op dat van de beleidsbepaling. Er werd vergaderd over het opstellen van teksten voor centrale wetten en verordeningen en over de controle op de naleving daarvan. De landvoogd raadpleegde deze raad voor het verlenen van privileges of bij gratieverzoeken. Ook hield deze raad toezicht op de werkzaamheden van provinciale en lokale instellingen en deed voorstellen voor de benoemingen van functionarissen.
Het personeel van de Geheime Raad bestond uit de audiëncier, zo'n tien secretarissen, waaronder de secretaris van State en de controleur van het zegel. Zij en de overige gewone secretarissen beschikten over klerken voor het schrijfwerk. Ten slotte waren er nog enkele deurwaarders en een kapelaan aan de raad verbonden. De audiëncier was de voornaamste ambtenaar in het secretariaat.
Hoofden van de Geheime Raad waren:
- 1531-1540: Jan II Carondelet (hoofd)
- 1531-1540: Pieter Tayspil (president)
- 1540-1548: Lodewijk van Schore
- 1549-1569: Viglius van Aytta
- 1569-1573: Karel Tisnacq
- 1573-1575: Viglius van Aytta
- 1575-1583: Arnoud Sasbout
- 1587-1592: Willem van Pamele
- 1592-1595: Jan van der Burch
- 1597-1609: Jean Richardot
- 1614-1630: Engelbert Maes
- 1632-1653: Pieter Roose
- 1653-1671: Charles de Hovyne
- 1672-1684: Leo-Jan de Paepe
- 1684-1694: Pierre-François Blondel
- 1694-1702: Albert Coxie, baron van Moorsele
- 1725-1732: Graaf Christophe-Ernest de Baillet
- 1733-1739: Graaf Jean-Alphonse de Coloma
- 1739-1758: Augustin Buelens de Steenhault
- 1758-1783: Patrice François de Neny
- 1790-1792: Henri de Crumpipen

De Geheime Raad werd in 1702 afgeschaft door Filips V, maar Maria Elisabeth van Oostenrijk, als landvoogdes van de Oostenrijkse Nederlanden, herstelde in 1725 de Raad in ere. In 1787 werd de Raad weer afgeschaft door keizer Jozef II en door de Algemene Regeringsraad vervangen. Vier jaar later werd de Geheime Raad weer opgericht, om in 1794 definitief te verdwijnen.